# Santa Iria da Ribeira de Santarém
Santa Iria da Ribeira de Santarém é uma antiga freguesia portuguesa do Município de Santarém, com 14,53 km² de área e 745 habitantes (2011). A sua densidade populacional era 51,3 hab/km².

Foi extinta e agregada às freguesias de Marvila, São Salvador e São Nicolau, criando a União das freguesias de Marvila, Santa Iria da Ribeira de Santarém, São Salvador e São Nicolau.
A freguesia é muito antiga, já existindo nos finais do século XII. A partir da reforma administrativa de 1851, passou a incluir todo o bairro da Ribeira de Santarém. Na época medieval, situavam-se dentro dos limites desta paróquia as Ermidas de Nossa Senhora das Neves, de Nossa Senhora da Glória e de Santa Maria de Palhais, para além do Convento de Santa Catarina do Vale de Moirol, na atual Quinta da Senhora da Saúde.

## População
| População da freguesia de Santa Iria da Ribeira de Santarém | População da freguesia de Santa Iria da Ribeira de Santarém | População da freguesia de Santa Iria da Ribeira de Santarém | População da freguesia de Santa Iria da Ribeira de Santarém | População da freguesia de Santa Iria da Ribeira de Santarém | População da freguesia de Santa Iria da Ribeira de Santarém | População da freguesia de Santa Iria da Ribeira de Santarém | População da freguesia de Santa Iria da Ribeira de Santarém | População da freguesia de Santa Iria da Ribeira de Santarém | População da freguesia de Santa Iria da Ribeira de Santarém | População da freguesia de Santa Iria da Ribeira de Santarém | População da freguesia de Santa Iria da Ribeira de Santarém | População da freguesia de Santa Iria da Ribeira de Santarém | População da freguesia de Santa Iria da Ribeira de Santarém | População da freguesia de Santa Iria da Ribeira de Santarém |
| ----------------------------------------------------------- | ----------------------------------------------------------- | ----------------------------------------------------------- | ----------------------------------------------------------- | ----------------------------------------------------------- | ----------------------------------------------------------- | ----------------------------------------------------------- | ----------------------------------------------------------- | ----------------------------------------------------------- | ----------------------------------------------------------- | ----------------------------------------------------------- | ----------------------------------------------------------- | ----------------------------------------------------------- | ----------------------------------------------------------- | ----------------------------------------------------------- |
| 1864                                                        | 1878                                                        | 1890                                                        | 1900                                                        | 1911                                                        | 1920                                                        | 1930                                                        | 1940                                                        | 1950                                                        | 1960                                                        | 1970                                                        | 1981                                                        | 1991                                                        | 2001                                                        | 2011                                                        |
| 1 449                                                       | 1 908                                                       | 1 445                                                       | 1 436                                                       | 1 587                                                       | 1 707                                                       | 1 856                                                       | 1 973                                                       | 2 088                                                       | 1 896                                                       | 1 795                                                       | 1 564                                                       | 1 338                                                       | 1 021                                                       | 745                                                         |

| Distribuição da População por Grupos Etários | Distribuição da População por Grupos Etários | Distribuição da População por Grupos Etários | Distribuição da População por Grupos Etários | Distribuição da População por Grupos Etários | Distribuição da População por Grupos Etários | Distribuição da População por Grupos Etários | Distribuição da População por Grupos Etários | Distribuição da População por Grupos Etários | Distribuição da População por Grupos Etários |
| -------------------------------------------- | -------------------------------------------- | -------------------------------------------- | -------------------------------------------- | -------------------------------------------- | -------------------------------------------- | -------------------------------------------- | -------------------------------------------- | -------------------------------------------- | -------------------------------------------- |
| Ano                                          | 0-14 Anos                                    | 15-24 Anos                                   | 25-64 Anos                                   | > 65 Anos                                    |                                              | 0-14 Anos                                    | 15-24 Anos                                   | 25-64 Anos                                   | > 65 Anos                                    |
| 2001                                         | 135                                          | 144                                          | 491                                          | 251                                          |                                              | 13,2%                                        | 14,1%                                        | 48,1%                                        | 24,6%                                        |
| 2011                                         | 100                                          | 88                                           | 350                                          | 207                                          |                                              | 13,4%                                        | 11,8%                                        | 47,0%                                        | 27,8%                                        |

Média do País no censo de 2001:  0/14 Anos-16,0%; 15/24 Anos-14,3%; 25/64 Anos-53,4%; 65 e mais Anos-16,4%
Média do País no censo de 2011:   0/14 Anos-14,9%; 15/24 Anos-10,9%; 25/64 Anos-55,2%; 65 e mais Anos-19,0%

## Património
- Igreja de Santa Cruz ou Igreja de Santa Cruz da Ribeira
- Núcleo Museológico dos Caminhos de Ferro de Santarém
- Casa e capela da Quinta de Nossa Senhora da Saúde
- Antigo Hospital de Santa Iria
- Igreja de Santa Iria
- Ponte de Alcource